# Bosques templados de la Isla Norte
Los bosques templados de Northland, también conocidos como bosques templados de la Isla Norte, son una ecorregión de bosques templados de hoja ancha y mixtos en la isla Norte de Nueva Zelanda.

## Geografía
La ecorregión tiene una superficie de 84.041 kilómetros cuadrados, que abarca la mayor parte de la Isla Norte. La ecorregión se extiende desde el nivel del mar hasta las altas cumbres volcánicas. La parte norte de la isla, que incluye la península de Northland, la península de Coromandel y la región de las tierras bajas alrededor de Hamilton, forma parte de la ecorregión separada de los bosques templados de kauri de Northland.
La meseta volcánica de la Isla Norte ocupa el centro de la isla. El lago Taupo, el mayor de Nueva Zelanda, se asienta en una caldera volcánica formada durante una violenta erupción hace 2.000 años. Los picos volcánicos del monte Tongariro (1.978 m), el monte Ngauruhoe (2.291 m) y el monte Ruapehu (2.797 m) se encuentran al sur del lago Taupo. Gran parte de la meseta está cubierta de campos de lava, flujos de lodo volcánico (lahares) y depósitos de ceniza volcánica.
El monte Taranaki (2.518 m) es un volcán activo, que se encuentra al oeste de la meseta volcánica, cerca de la costa occidental de la isla.
Un tramo de montañas plegadas, que incluye la cordillera de Tararua y la cordillera de Kaimanawa, corre paralelo a la costa oriental desde Wellington, en el extremo sur de la isla, hasta East Cape, en el noreste. En estas montañas predomina la grava sedimentaria, en contraste con las rocas ígneas de la meseta volcánica. Hay tierras bajas costeras a lo largo de las costas oriental, occidental y septentrional de la isla.

## Flora
En los bosques de las tierras bajas, los podocarpos emergentes rimu (Dacrydium cupressinum) y mataī (Prumnopitys taxifolia) se elevan por encima de un dosel de árboles latifoliados de hoja perenne que incluye kamahi (Pterophylla racemosa) y tawa (Beilschmiedia tawa).
Los bosques de altitud media de la meseta volcánica están dominados por podocarpos, como el rimu, el miro (Prumnopitys ferruginea), el mataī, la totara (Podocarpus totara) y el kahikatea (Dacrycarpus dacrydioides). En los bosques de mediana altura del monte Taranaki se encuentran la totara de Hall (Podocarpus laetus) y el kaikawaka (Libocedrus bidwillii).
Las comunidades vegetales de mayor altitud incluyen los bosques de hayas del sur (Nothofagus) y los pastizales de tussock. En el límite de la vegetación arbórea son comunes los arbustos de madera de cuero, como Olearia colensoi y Brachyglottis rotundifolia, con hojas resistentes a la pérdida de agua por los vientos de montaña. Por encima del límite arbóreo se encuentran comunidades alpinas, principalmente pastizales de mimbre.

## Fauna
La ecorregión alberga varias especies autóctonas amenazadas, como el kiwi marrón de la Isla Norte (Apteryx mantelli), el murciélago de cola corta menor (Mystacina tuberculata) y el kōkako de la Isla Norte (Callaeas wilsoni). Entre los reptiles autóctonos se encuentran el eslizón de Whitaker (Cyclodina whitakeri), el gecko del bosque (Mokopirirakau granulatus) y el gecko verde de Wellington (Naultinus punctatus).

## Conservación y amenazas
La mayor parte del bosque original de la ecorregión ha desaparecido. En las tierras bajas ha sido sustituido en su mayor parte por la agricultura, y en la meseta por pastizales y extensas plantaciones de árboles madereros exóticos, principalmente pino radiata (Pinus radiata) introducido desde California en el siglo XIX.
Antes del asentamiento humano en Nueva Zelanda, las aves eran los animales terrestres más grandes, y los únicos mamíferos terrestres eran los murciélagos. La ecorregión albergaba varias especies de moa no voladoras, el águila de Haast (Hieraaetus moorei) ,el cisne neozelandés no volador (Cygnus sumnerensis) y el ganso de la Isla Norte (Cnemiornis gracilis). Los maoríes llegaron alrededor de 1280 y son los primeros humanos conocidos que habitaron Nueva Zelanda. Los primeros colonos cazaron hasta la extinción muchas de las grandes aves, como los moas, el cisne autóctono y el ganso autóctono. Trajeron consigo la rata polinesia (Rattus exulans). Los europeos se instalaron en el siglo XIX y trajeron consigo la rata negra (Rattus rattus), el gato doméstico (Felis catus), la rata noruega (Rattus norvegicus) y el armiño (Mustela erminea). Estos depredadores introducidos se cobraron un gran número de víctimas entre las aves e insectos autóctonos, algunos de los cuales sólo sobreviven, o principalmente, en las islas de la costa, libres de depredadores exóticos. Las cabras introducidas y las zarigüeyas de cola de cepillo (Trichosurus vulpecula) ramonean mucho los bosques de las tierras bajas, y las zarigüeyas han diezmado el kamahi y la rata en los bosques de las tierras bajas y el kaikawaka y la totara de Hall en las cordilleras del sur.

## Áreas protegidas
Una evaluación de 2017 determinó que 16.274 km², o el 19%, de la ecorregión se encuentra en zonas protegidas. El 48% de la superficie no protegida sigue siendo forestal. Las áreas protegidas incluyen el parque nacional de Tongariro (788,53 km²) en la meseta volcánica, el parque nacional de Egmont (341,49 km²) que protege el Monte Taranaki, el parque nacional de Whanganui en el lado occidental de la meseta, Te Urewera (2090,72 km²) en las tierras altas del este, y el Parque de Conservación del Bosque de Tararua (1149,21 km²) en el sur.